# Heidenberg (obszar wolny administracyjnie)
Heidenberg – obszar wolny administracyjnie (gemeindefreies Gebiet) w Niemczech w kraju związkowym Bawaria, w rejencji Środkowa Frankonia, w regionie Industrieregion Mittelfranken, w powiecie Roth. Obszar jest niezamieszkany.